# 石神八幡宮
石神八幡宮（いしがみはちまんぐう）は、熊本県 熊本市にある品陀和気命（応神天皇）を祀る神社。1264年創建。

## 祭神
- 応神天皇
- 亀山天皇

## 歴史
1264年に創建。宇佐神宮の宮司が島﨑町に移住する際に小石を持ち帰り、小石を村の鎮守神とした事から始まる。祭神は品陀和気命こと応神天皇と亀山天皇。

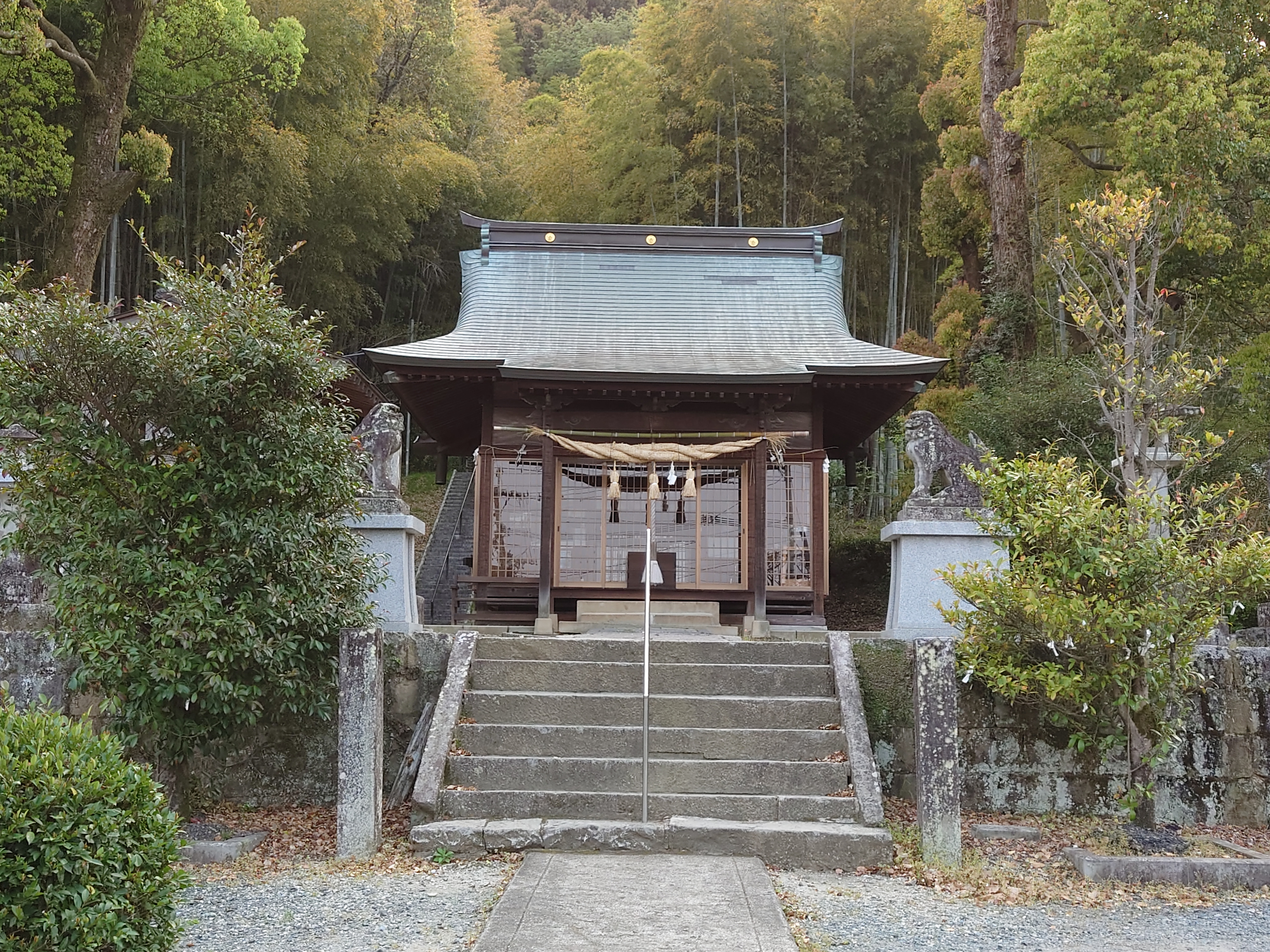
本堂

仁王像が設置されており、1841年に彫刻された仁王像である。2014年10月15日には江戸時代に描かれた源平の戦いの修復された絵馬などがお披露目された。また、現在の本堂は2017年10月15日に建立された。いつ頃かは不明だが昔、隣にお堂があったが、現在は無くなっている。

## 石碑

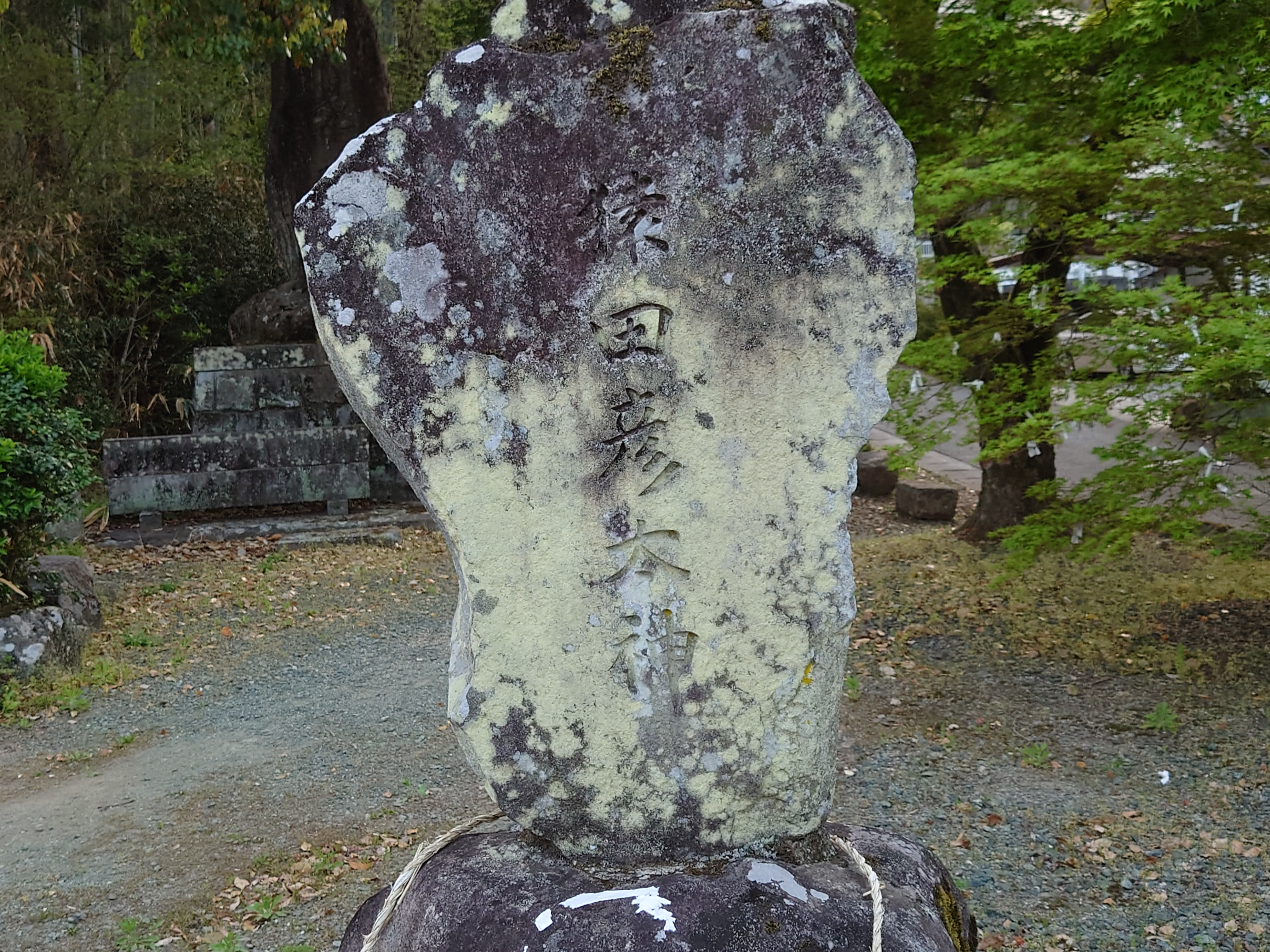
猿田彦大神の碑

応神天皇以外にも猿田彦大神などの石碑がある。御神体は宇佐神宮に転がっていた石で、年々大きくなっていると言われている。

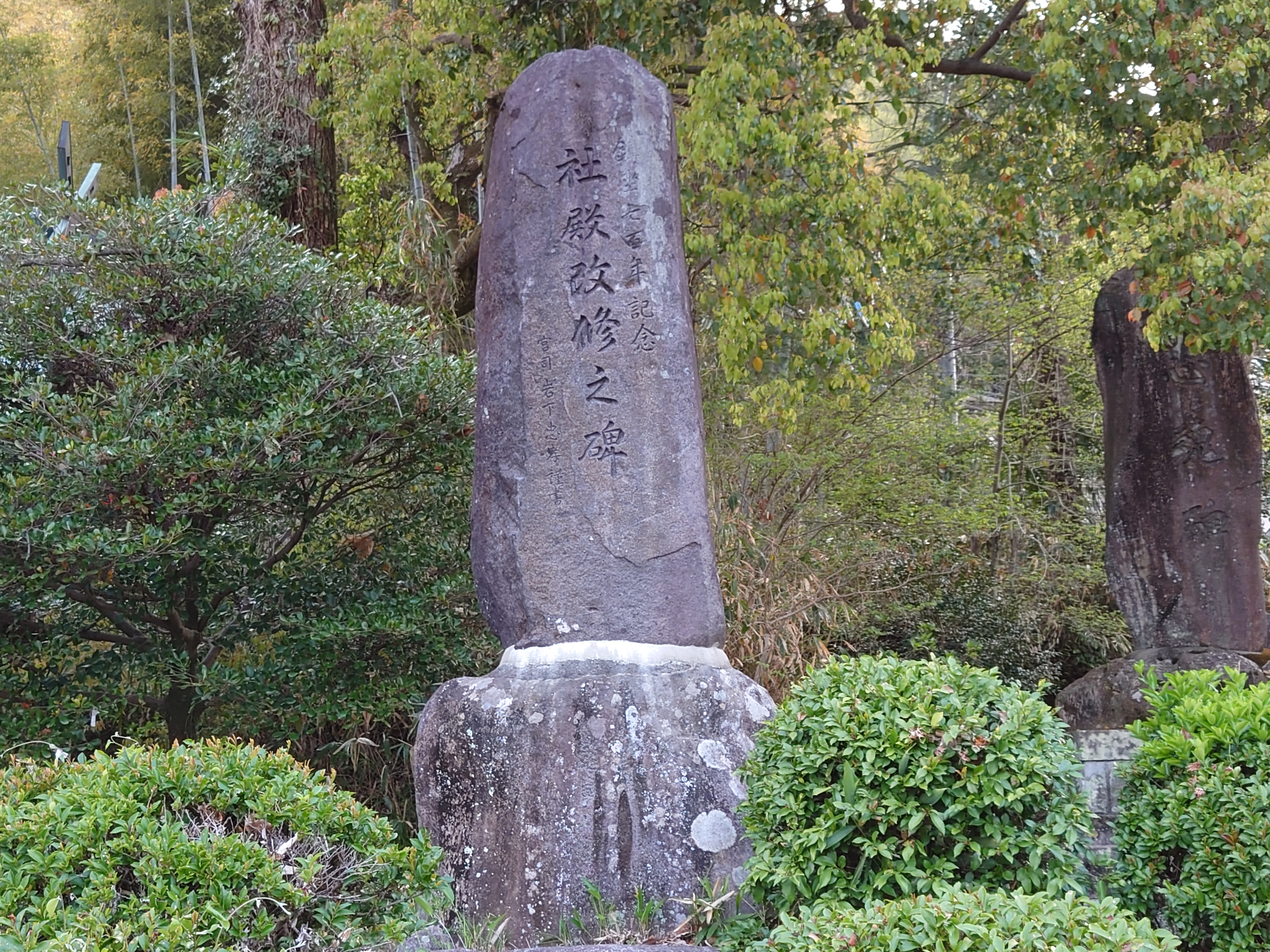
社殿政修之碑

また、石神八幡宮の社殿が復旧した事を祝うような石碑もある。他にも記念碑などが多くある。

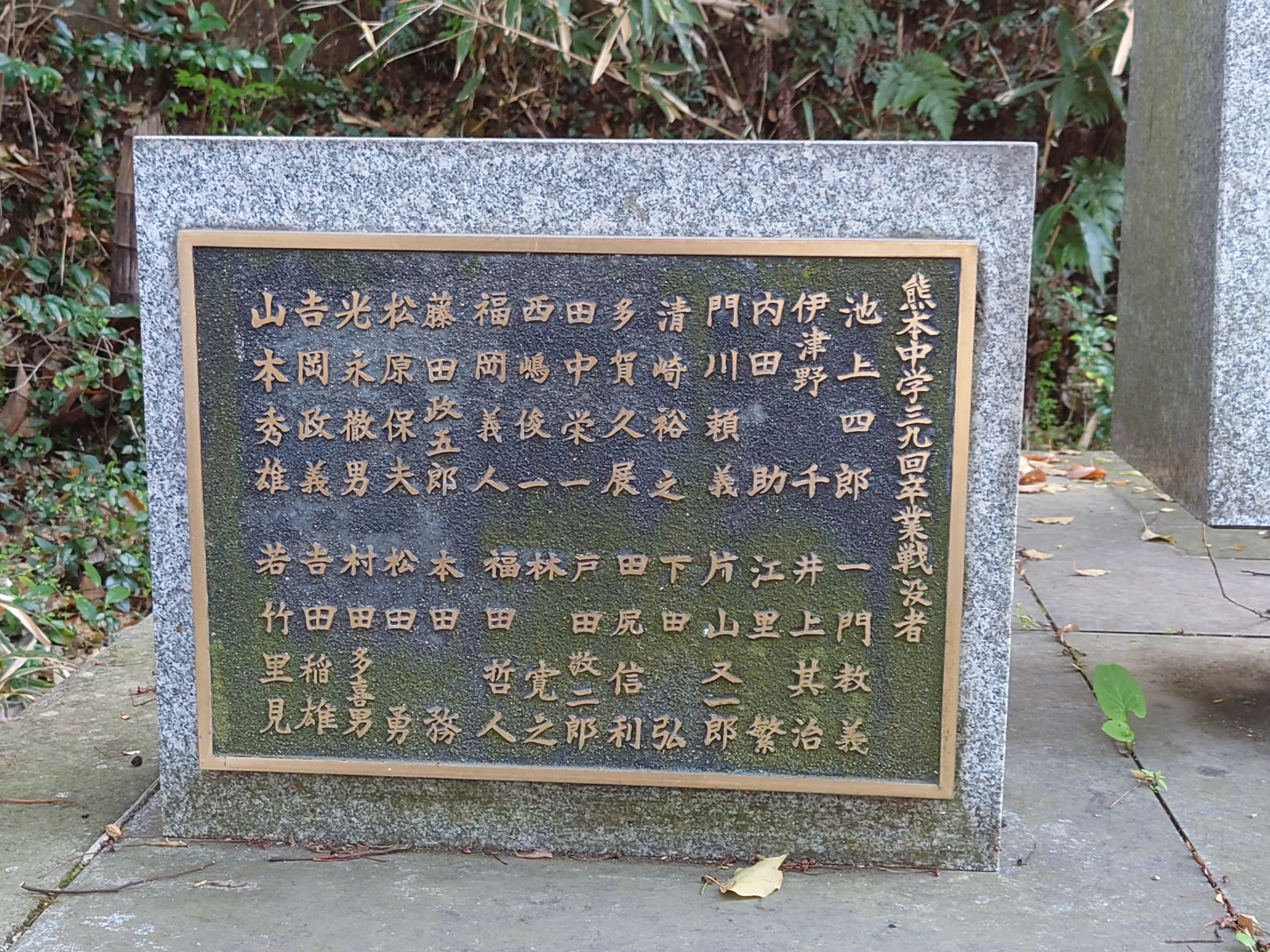
平和祈願之碑

平和祈願之碑の隣にある。熊本の中学校の卒業生の戦没者の名前が刻まれている。

## 例大祭
例大祭は10月15日から10月16日とされる。江戸時代に描かれた絵馬などがお披露目される。

## 神体
宇佐神宮の宮司が島﨑町に移住する際に、宇佐神宮から一つ小石を持参し、神体として石神宮と名付け、村の鎮守神とした。拝見する事は不可能だが、年々大きくなっていると言い伝えられている。